# Törökbálint
Törökbálint (németül: Großturwall) város Pest vármegyében, az Érdi járásban, a budapesti agglomerációban, a fővárostól mintegy 15 kilométerre. Gazdag történelemmel rendelkezik, és kedvező földrajzi elhelyezkedése miatt vonzó a lakosság és a gazdasági szereplők számára egyaránt.
A város területe már a római korban is lakott volt, azonban a település első írásos említése a középkorból származik. Nevét a török hódoltság időszakában kapta, a 16. században a törökök stratégiai pontként használták a környéket, innen ered a város mai neve is. A török kiűzése után a település újra fejlődésnek indult, és a 18. században a betelepített németek és magyarok adták a lakosság zömét.
Törökbálint gazdasági szempontból is dinamikusan fejlődik. A település közvetlen közelében helyezkednek el fontos közlekedési útvonalak, mint az M1-es, M7-es és M0-s autópályák, így a város logisztikai és kereskedelmi szempontból is előnyös helyen fekszik. Ennek köszönhetően több nagyvállalat logisztikai központja és raktárbázisa található itt.
A város közelében található a Duna–Ipoly Nemzeti Park védett területe, ami számos lehetőséget kínál a természetkedvelők számára. A város Biatorbágy felöli határában a Hosszúréti-patak vízének 1970-ben történt felduzzasztásával nyert Törökbálinti-tó is népszerű kirándulóhely, ahol horgászni és pihenni egyaránt lehetséges.
A városban több oktatási intézmény található, köztük általános iskolák, valamint a Bálint Márton Általános Iskola és Középiskola, amely központi szerepet játszik a helyi oktatásban. A település infrastrukturális ellátottsága és szolgáltatási szektora is jól fejlett, ami tovább növeli a város vonzerejét.

## Fekvése

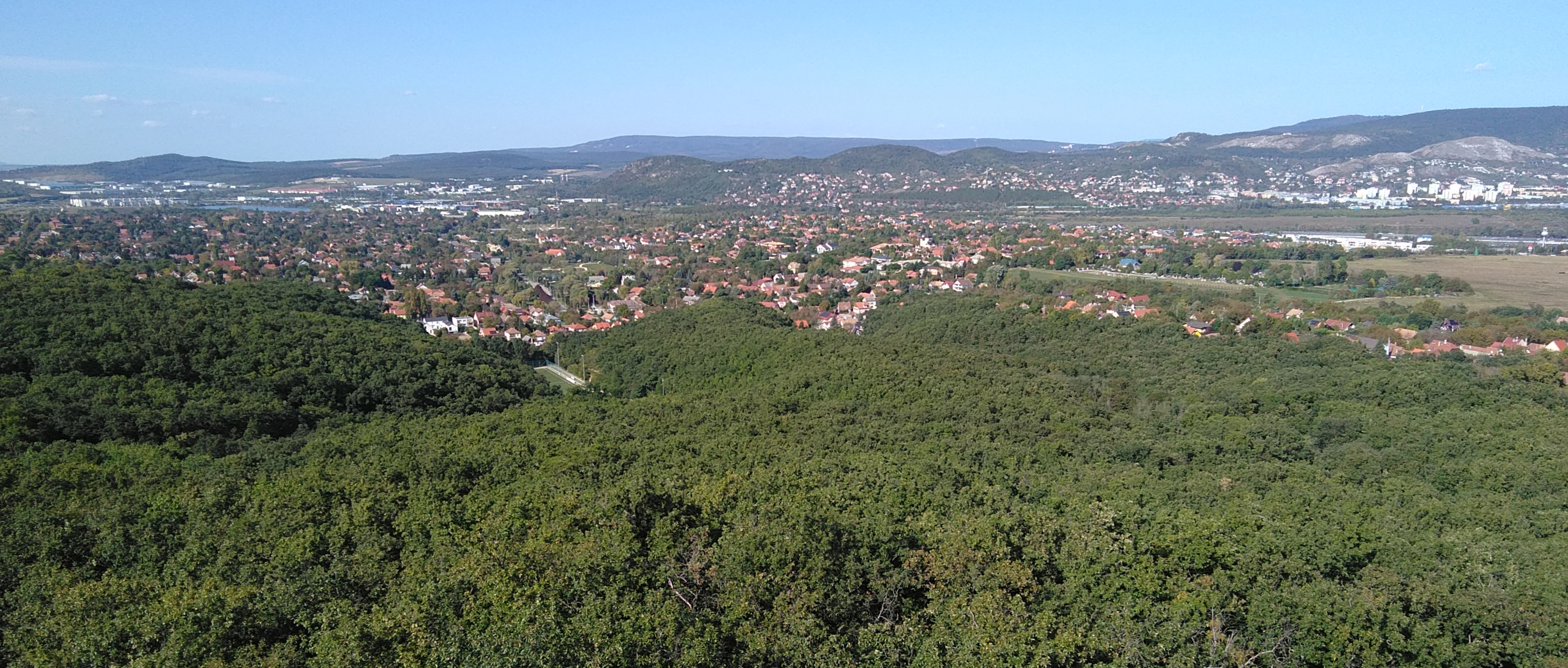
A város a 267 méter magas Anna-hegyről

Budapest központjától mintegy 15 kilométerre, a Budaörsi-medence nyugati szélén és a Tétényi-fennsík északi részén fekszik. Fő vízfolyása a Hosszúréti-patak, mely több ágból a biatorbágyi erdőben ered és a Dunába ömlik. A patak főágának visszaduzzasztásával a város északnyugati határában 1970-ben nagy méretű horgásztavat alakítottak ki.

## Története

### A honfoglalásig

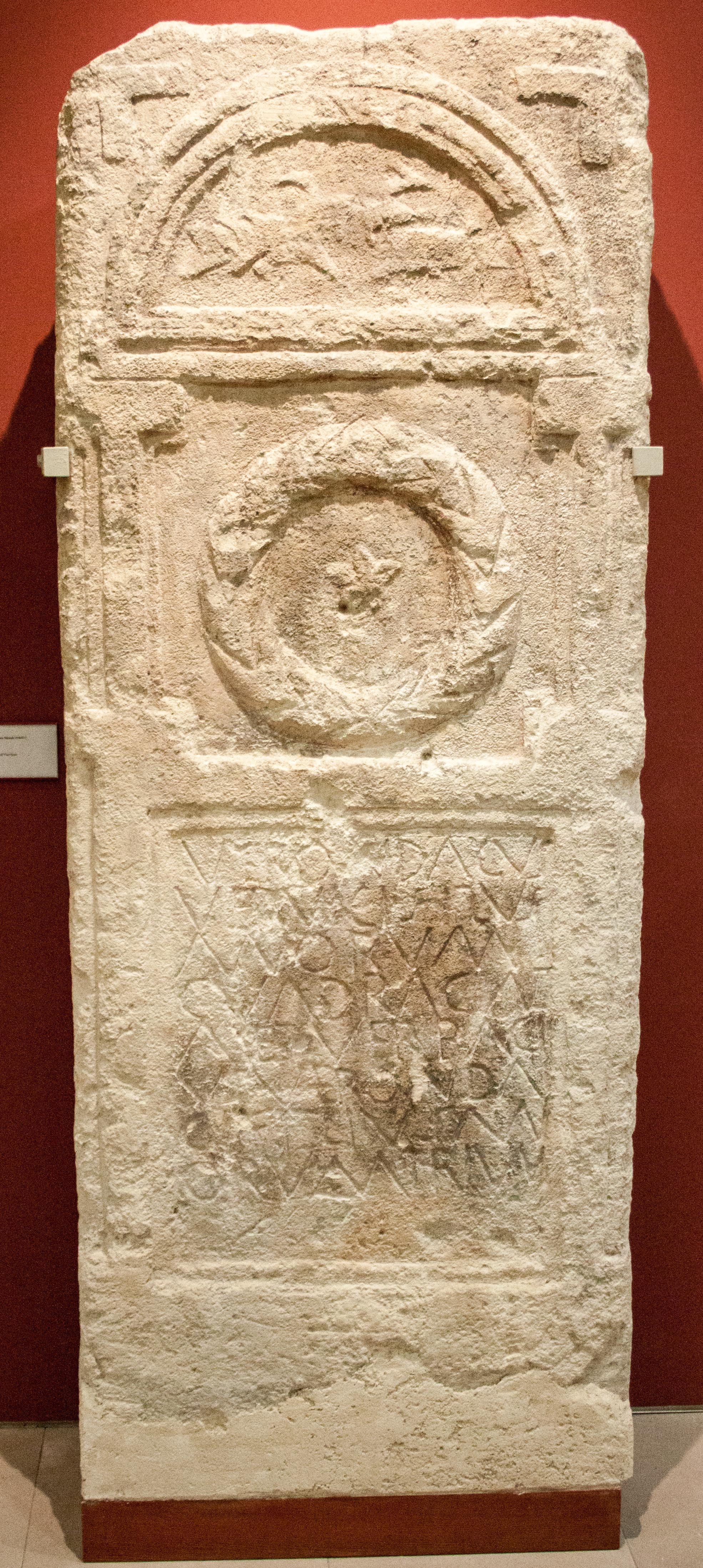
Bennszülött férfi római kori sírköve az 1. sz.-ból Törökbálint területéről

A település területén az 1. század előtt kelta eraviszkuszok éltek, akár a közeli kelta Aking (Aquincum területén, pl. a Szent Gellért hegyén), akiket a rómaiak hódítottak meg. A telep (castrum) fejlődése a 2.-3. században, Pannónia útjainak kiépítésével indult meg. A 4. és 5. században különféle barbár törzsek (kvádok, szarmaták, hunok, germán gótok, osztrogótok, majd longobárdok és gepidák) támadásainak eredményeképp a területet éhínség és pestis pusztította, és az itteni települések a népvándorlások következtében egészen a 6. századig eltűnnek. Ezt követően az avarok telepedtek le, akiknek uralma egészen a honfoglalásig  (896) tartott.

### A középkorban
Törökbálint nevét Török Bálintról kaphatta, aki a 16. században valószínűleg a csiki völgyre néző hegyre épített egy várat. Vagyonát és hatalmát úgy szerezte, hogy - mint annyian mások - mindig próbált a megfelelő uralkodó oldalára állni, és így az ország egyik leghatalmasabb urává vált; életét mégis az isztambuli Héttoronyban fejezte be, az 1550-es években. Sajnos, az 1541–1686 közötti török uralom majdnem minden múltra vonatkozó írást, épületet megsemmisített.
A 18. században a település neve német, Groß-Turbal, a szomszédos Torbágytól (Turbal) való megkülönböztetés érdekében.
Törökbálint a török uralom után a jezsuiták tulajdonába került (1693), 16. században a katalán Loyolai Szent Ignác katonatiszt által alapított katolikus szerzetesrend nagy erőkkel látott neki az ország - főleg a magyarországi közép és felsőfokú oktatás - újjáépítéséhez. Az elnéptelenedett vidékre először rácok (keresztény délszlávok: horvátok, katolizált szerbek, dalmátok, sokácok), majd a Fekete-erdő környékéről alemán ("sváb") telepesek (németek) érkeztek, és a német anyanyelvű lakosság hamarosan meghaladta a szlávok létszámát. Ekkoriban (1699) épült újjá a falu barokk stílusú temploma a 15-16. századi gótikus templom maradványaira. A jezsuiták rendjük feloszlatásáig, 1773-ig birtokolták a települést. Ekkorra a lakosság 160-ról 31-re csökkent, többek között azért, mivel a helyiek adójára két vármegye is igényt formált.

### A 18. században
A jezsuita rend feloszlatása után Mária Terézia királynő Majláth József a középkori erdélyi oláh családból származó királyi kamarai tanácsosnak adományozta a falut, aki lelkesen nekiállt szépítésének. Sajnos, fia nem volt méltó hozzá, mivel apja halála után pénzzavarainak köszönhetően a falut hamarosan elzálogosította, így az a délszláv (Festetić) származású Festetics (kiejtése: Fesztetics) család tulajdonába került, amelynek legismertebb birtoka a keszthelyi barokk kastély. Festetics Ágoston helyreállíttatta a kastélyt és a templomot és mintaszerűen gazdálkodott, iskolaépítéssel is segítette a községet, és a mágnás család jelenlétével „úri fényt” is kölcsönöztek neki. Kegyúri kötelességeit dicséretesen elköltözése után sem hanyagolta el.
Leírás a településről a 18. század végén:			

„TÖRÖK BÁLINT: Gross Turbal. Német, és rátz falu Pest Várm. Sokkal nevezetesebb hely vala, midőn Építtetője itten múlatozott, a’ ki melly különösen kedvellette vala e’ helyet, tulajdon nevének költsönözése által eléggé nyilvánitotta; mostani földes Ura Gr. Majláth Uraság, lakosai katolikusok, fekszik n. k. Promontóriumhoz 1/2, n. ny. Biához 1, d. Tétényhez fél órányira; földgye 3 nyomásbéli, bort, és gabonát leginkább terem, erdeje nagy, szép újj űltetett szőleje van, piatza Budán."”

– (Vályi András: Magyar országnak leírása, 1796–1799)

### A 19. században
A település fejlődését segítette az 1884-ben átadott Budapest – Újszőny közötti 1-es számú vasútvonal. A település a század végére nyaralóhellyé vált, helyi omnibusz- és bérkocsi járatai voltak.
A sváb és a rác lakosság jól megfért egymással, eltérő szokásaik, egyházi és iskolai viszonyaik ellenére. A 20. század elejére a rácok beleolvadtak a német lakosságba. Lassan a magyar nyelv is terjedni kezdett, egyre többen iskoláztatták gyermekeiket magyar nyelvű iskolákban.

### A 20. században

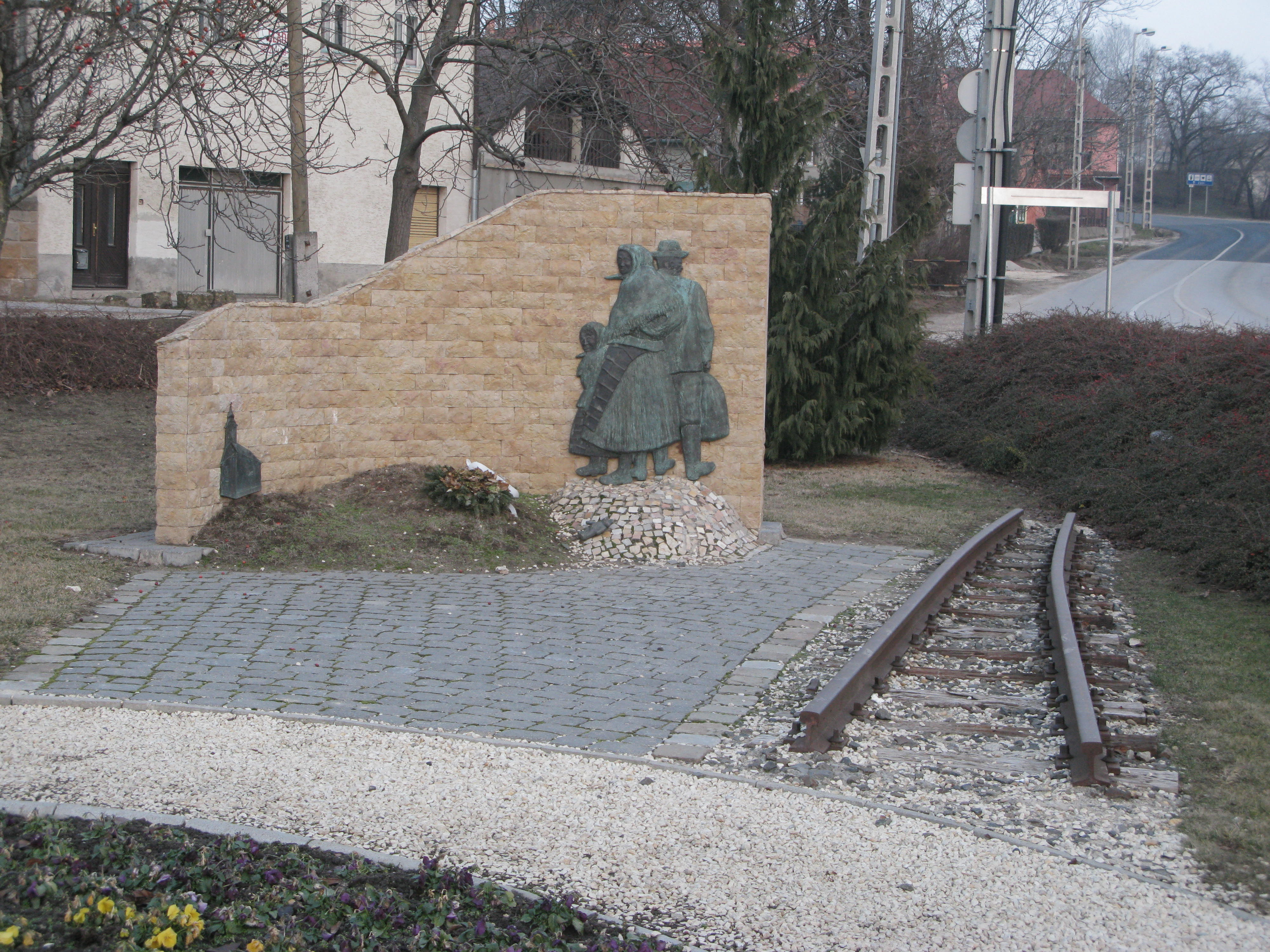
Törökbálinti kitelepítettek emlékműve

1900 őszétől a település neve Török-Bálint helyett hivatalosan is Törökbálint lett. A népesség elérte a háromezret, és a falu jó levegője miatt népszerű üdülőhellyé vált. Budapest közelsége egyre inkább érezhető, 1914-ben megindult a HÉV, eredetileg a budapesti Gellért térig, majd csak a Móricz Zsigmond körtérig. A főúri kastély tüdőbeteg szanatóriummá alakult, a faluban fiú- és leányiskola is működött, zenekarok és színjátszó csoportok, mozi szórakoztatták az itt élőket.
Az idilli képnek a második világháború vetett véget. A háború után megindult a kitelepítés, és 1946-ban a sváb (német anyanyelvű) polgárok többségét kitelepítették, összesen 2143 embert .
Helyükre az Alföldről és a határokon túlról (székelyek) érkeztek betelepülők, ami az addig homogén, közös történelemmel rendelkező lakosságot felváltotta egy heterogén népességgel, amelyen belül a svábok mint kisebbség szerepelnek.
A háborút követő évtizedekben jelent meg az ipari tevékenység: 1952-ben az OMÜV Műszer- és Vasipari Szövetkezet, 1975-ben pedig a Budai Tejipari Vállalat formájában. Tükörhegy mellett 1973-ban adták át a DEPO raktárvárost.

## Mai élete

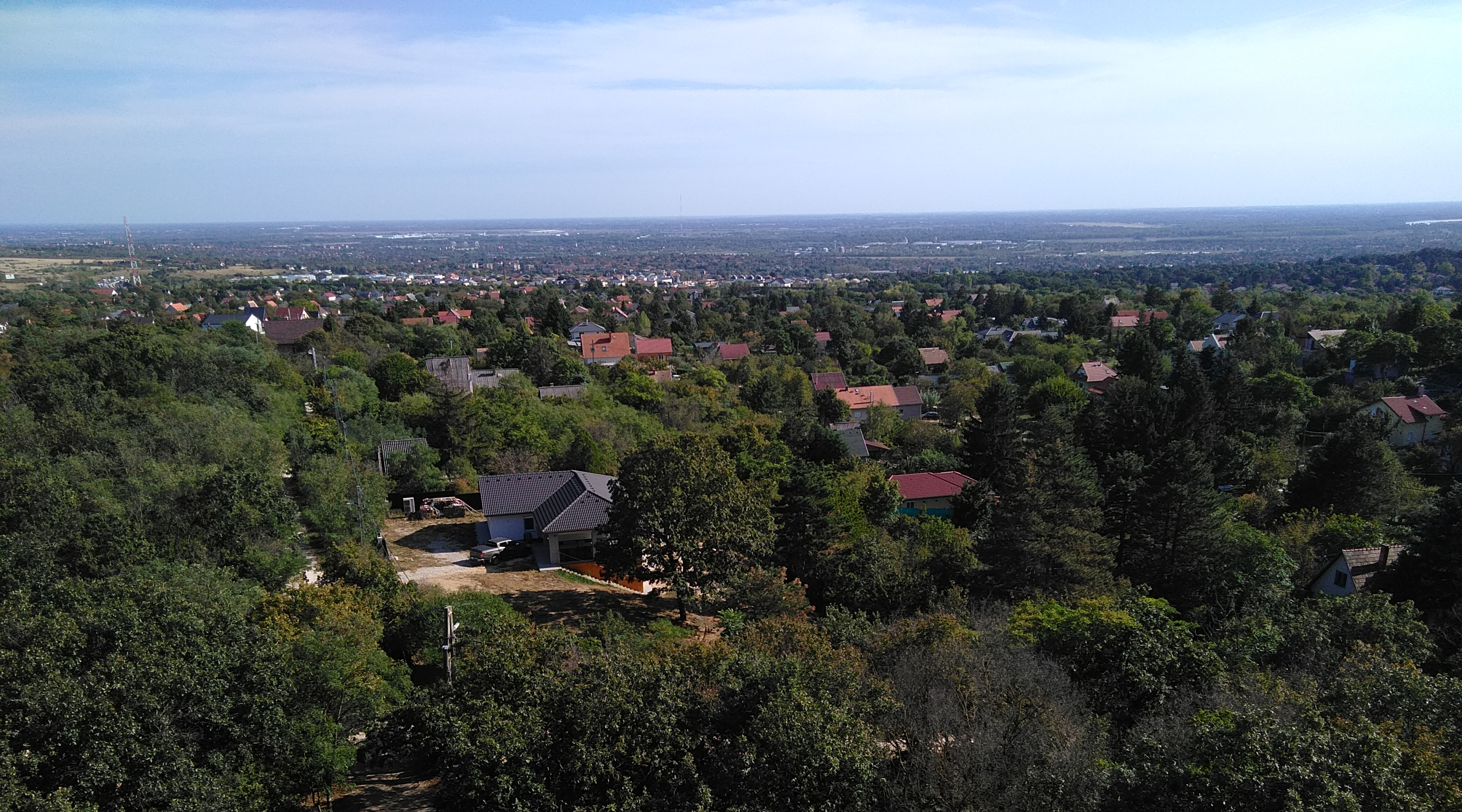
Annahegy városrész a kilátóból (a háttérben Diósd házai állnak)

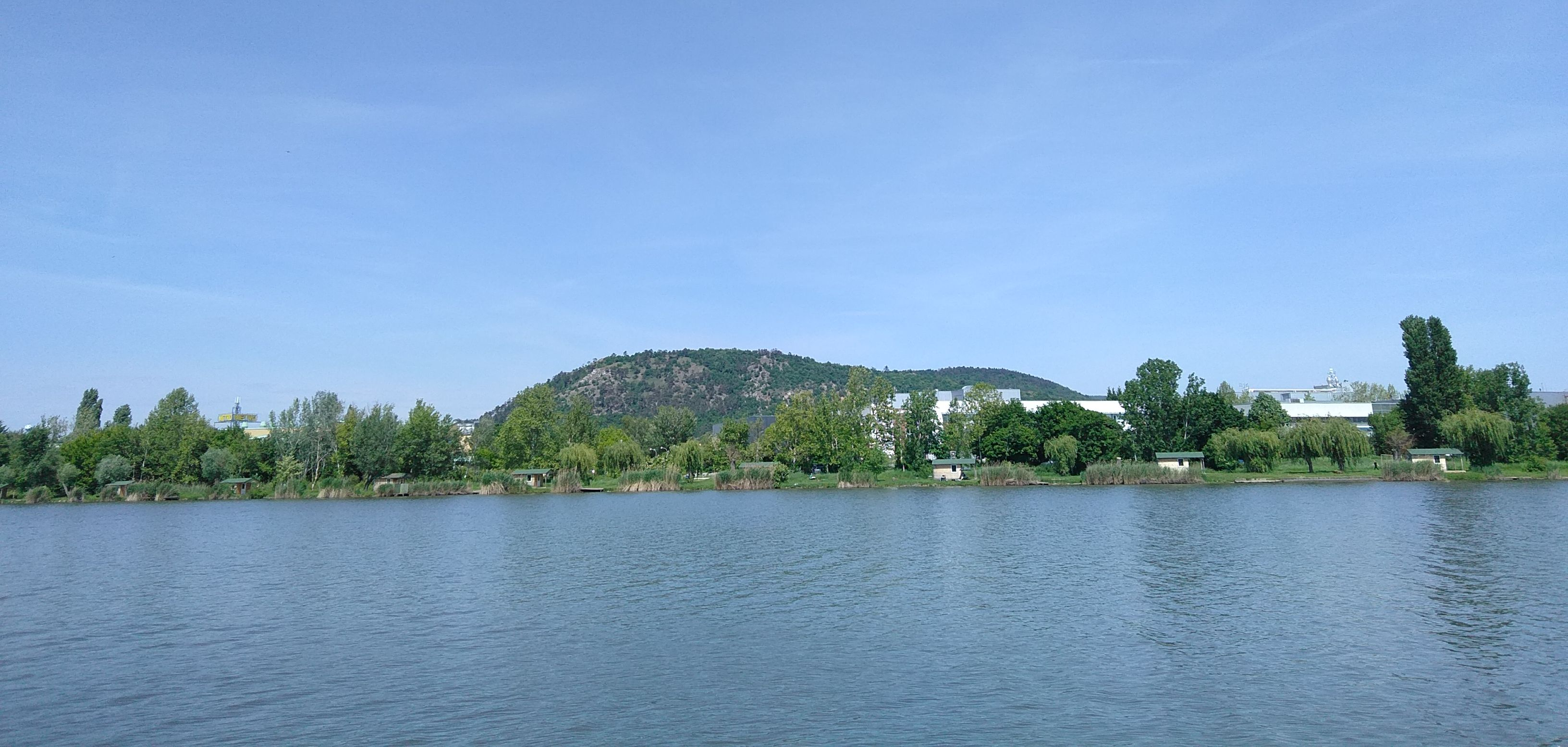
A Törökbálinti-tó, mögötte a háttérben a budaörsi Huszonnégyökrös-hegy dombja magasodik

Törökbálint a budapesti agglomeráció része. A hetvenes-nyolcvanas évektől a település kiszolgálta Budapest lakossági igényeit, miközben sokáig nem rendelkezett csatornával, gázhálózattal és telefonhálózattal. Az M7-es autópálya építése miatt a HÉV-csatlakozást 1963-ban megszüntették, forgalmát a 72-es és a 88-as buszjárat vette át. Adottságai és jó levegője miatt ennek ellenére egyre több budapesti család költözött ki a településre és egyre több külföldi állampolgárságú németajkú magánszemély vesz itt ingatlant.
A nagyközség vezetését 1990-től Elek Sándor vette át, és az első ciklusában kezdeményezésére történt fejlesztéseknek köszönhető az, hogy Törökbálint a környék közművekkel és közösségi infrastruktúrával egyik legjobban ellátott településévé vált. (Szemben például a szomszédos Érddel, amely a mai napig küzd a burkolatos úthálózat fokozatosan csökkenő hiányával, dacára annak, hogy a városi rangot régóta elnyerte.)
A rendszerváltást követően megélénkült helyi szolgáltatóiparnak és kereskedelemnek köszönhetően indult be a település komolyabb fejlődése. Az 1994-ben átadott M0-s körgyűrű mellett 1997-re felépült bevásárlóközpontban az országban az elsők között létesültek hipermarketek. Az azóta eltelt két évtized alatt Tükörhegyen közel háromszáz új családi ház épült. A település a fejlődés ellenére sem veszítette el a falusias–kisvárosias jellegét: utcáin járva találkozhatunk (többek között a Faluszépítő Egyesület által) felújított kutakkal, kis parkokkal.
Amíg nem kapott városi rangot, Törökbálint gazdasági szempontból valószínűleg Magyarország legnagyobb költségvetéssel rendelkező községe volt. (A várossá válásról tartott 2004. évi népszavazáson csupán két szavazattal tért el az „Igen”-ek és a „Nem”-ek aránya, az „Igen”-ek javára; ezután két évvel a városvezetés úgy döntött, hogy a közel szavazategyenlőséget mutató népszavazási eredmény mellett is kezdeményezi a várossá alakulást). Törökbálint hivatalosan 2007. július elseje óta város.
A település gazdaságföldrajzi helyzete kiváló, a közel ezer helyben működő gazdasági társaság között székhelyként szolgál a nemzetgazdasági szinten is meghatározó szerepet betöltő Yettel, valamint a Johnson & Johnson társaságoknak. (1997-2012 között szintén Törökbálinton üzemelt az ország első Cora áruháza.)
A Pyro-Technic Kft. törökbálinti telepén 2004. augusztus 5-én a raktár épülete egy kisebb, majd egy nagyobb robbanás következtében megsemmisült. A detonáció következtében a cég három alkalmazottja meghalt, közel féltucatnyian szenvedtek súlyosabb sérüléseket, a környékbeli ingatlanok megrongálódtak, a katasztrófa által okozott anyagi kár több mint 50 millió forintot tett ki.
A Munkácsy Mihály utcában a tüdőszanatóriummal szemben 2007-ben adták át a művelődési házat, 2018-ban pedig a városháza új épületét.

## Közélete

### Polgármesterei
- 1990–1994: Dr. Elek Sándor (FKgP-Törökbálinti Faluszépítő Egyesület)[10]
- 1994–1998: Dr. Elek Sándor (Polgári Szövetség Törökbálint)[11]
- 1998–2002: Turai István (Faluszépítő Egyesület)[12]
- 2002–2006: Turai István (független)[13]
- 2006–2007: Keller László (MSZP-CIF)[14]
- 2008–2010: Turai István József (Fidesz-KDNP)[15]
- 2010–2014: Turai István József (Fidesz-KDNP)[16]
- 2014–2019: Elek Sándor (Fidesz-KDNP)[17]
- 2019–2024: Elek Sándor (Fidesz-KDNP)[18]
- 2024– : Szőke Péter (Törökbálint Holnap Egyesület)[1]

A településen 2008. január 20-án az előző képviselő-testület önfeloszlatása miatt kellett időközi polgármester-választást (és képviselő-testületi választást) tartani. A polgármesteri posztért elindult az addigi településvezető is, de alulmaradt egyetlen kihívójával szemben.

## Népessége

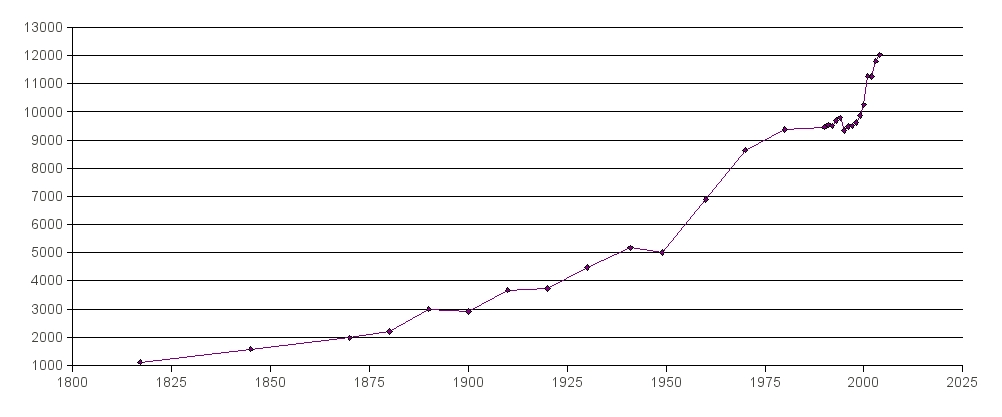
Törökbálint népességnövekedése az elmúlt két évszázadban

### 1946-ig
A grafikon a második világháború végéig tartó jelentős mértékű, de lassú betelepedéseket mutatja. Aztán kis visszaesés jelzi az 1946-os kitelepítést.

### 1946-tól 1990-ig
A következő szakasz intenzívebb betelepülésre utal kezdetben, de az is látszik hogy 9400 fő körül az 1980-as években stagnálni kezd a népesség. Az 1960-as években 1749 fővel nőtt a település, míg a 80-as években csupán 80 fővel!

### 1990-től 2004-ig

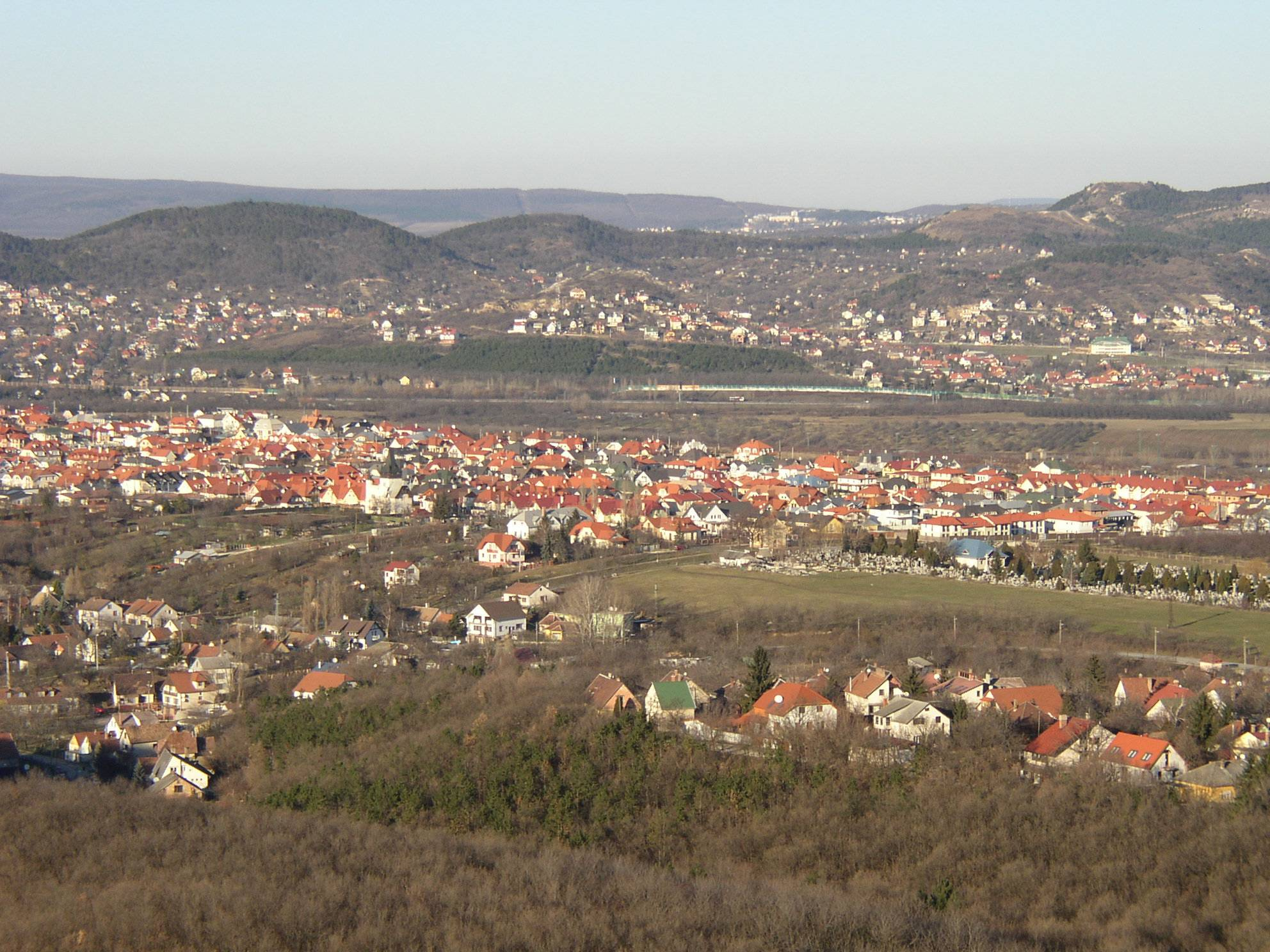
Tükörhegy városrész

(A 2004-es lezárás az adathiány következménye.)
A szuburbanizáció miatt átlagosan évi 176 fővel gyarapodott a község, ami jelentős az elmúlt évtized stagnálásához képest. Legkirívóbb változást Tükör-hegy felparcellázása és családi házas övezetté alakítása volt. Számszerűsítve 2000 és 2001 között 1029 fővel nőtt a település. Ez az egész község tizede! Ebben az időszakban az átlagos évi 76 új lakás helyett, 262 db épült. 2002 és 2003 között további 134 lakás épült. Ezt követően a bővülés lelassult, de továbbra is folyamatos elsősorban a tükörhegyi és az annahegyi településrészen.
A település népességének változása:
| Lakosok száma | 13 015 | 13 108 | 14 264 | 14 525 | 14 741 | 14 517 |
|               | 2013   | 2014   | 2021   | 2022   | 2023   | 2024   |

A 2011-es népszámlálás során a lakosok 85,5%-a magyarnak, 0,5% cigánynak, 5,2% németnek, 0,5% románnak mondta magát (14,1% nem nyilatkozott; a kettős identitások miatt a végösszeg nagyobb lehet 100%-nál). A vallási megoszlás a következő volt: római katolikus 36%, református 10,4%, evangélikus 1,2%, görögkatolikus 0,8%, izraelita 0,2%, felekezeten kívüli 19,1% (30,3% nem nyilatkozott).
2022-ben a lakosság 83,8%-a vallotta magát magyarnak, 3,7% németnek, 0,5% cigánynak, 0,4% románnak, 0,3% ukránnak, 0,2% bolgárnak, 0,1-0,1% lengyelnek, görögnek, szerbnek, szlováknak, ruszinnak, örménynek és horvátnak, 5,7% egyéb, nem hazai nemzetiségűnek (15,5% nem nyilatkozott; a kettős identitások miatt a végösszeg nagyobb lehet 100%-nál). Vallásuk szerint 27,5% volt római katolikus, 7,9% református, 1,1% evangélikus, 0,9% görög katolikus, 0,2% ortodox, 0,1% izraelita, 1,5% egyéb keresztény, 0,7% egyéb katolikus, 16,6% felekezeten kívüli (43,1% nem válaszolt).

## Közlekedés
Közlekedési kapcsolatai rendkívül előnyösek. 1965 óta az M7-es, 1978 óta az M1-es autópálya és 1994-től az M0-s autóút is érinti Törökbálintot. Érd parkvárosával a 8103-as, Diósddal, Budaörssel és Budakeszivel a 8102-es út köti össze a települést, illetve Budaörs felé további közúti kapcsolatokat biztosítanak a 8105-ös és 81 101-es utak is. A város belső közösségi közlekedését és kapcsolatát a környező településekkel a Volánbusz Zrt. tíz nappali, kettő éjszakai és az önkormányzat megrendelésében az OMI Kft. két viszonylata biztosítja.
A települést a hazai vasútvonalak közül a Budapest–Hegyeshalom–Rajka-vasútvonal érinti, amelynek egy megállási pontja van itt. Törökbálint megállóhely a városközpont északi peremén helyezkedik el, közúti elérését a 8102-es útból kiágazó 81 302-es számú mellékút teszi lehetővé.
Az 1963 januárjában átadott Munkácsy Mihály utcai buszvégállomás szerepét 2015 augusztusában a Nyár utcai terminál vette át.

### Autóbusz-közlekedés

#### BKK-autóbuszvonalak
Budapest felől közlekedő autóbuszjáratok Törökbálint területére:
- 88, 88A, 140, 140B, 172, 173, 272

Budapest felől közlekedő éjszakai autóbuszjáratok Törökbálint területére:
- 972, 972B[22]

#### Volánbusz-járatok
Törökbálintot érintő járatok:
- 755, 756

#### Helyi járatok (OMI Kft.)
- 283, 286

### Vasút
A várost a hazai vasútvonalak közül az M1-es autópályával többé-kevésbé párhuzamosan haladó Budapest–Hegyeshalom–Rajka-vasútvonal (a MÁV 1-es számú vasútvonala) érinti, amelynek egy megállási pontja van itt, Törökbálint megállóhely. A vasúti megálló a 140-es és 140B busz kivételével a Törökbálintot érintő összes járattal elérhető; valamint a 756-os buszok ugyancsak megállnak ott.

## Nevezetességei
- Majláth-kastély
- Walla-kastély
- Anna-hegyi kilátó

## Híres törökbálintiak
- Itt született 1908. augusztus 21-én Feleki Kamill Kossuth-díjas színművész.
- Itt született  1923. március 2-án Pásztor György sportvezető, gyógyszerész, ötszörös magyar bajnok jégkorongozó.
- Itt született Volf György (1843–1897) nyelvész, az MTA tagja.
- Itt élt Igaly Diána aranyérmes olimpiai bajnok sportlövő.
- Itt él Hajdú Péter műsorvezető és felesége Sarka Kata
- Dr. Pelsőczy Ferenc (1916–1995) c. prépost, plébános
- Zimándy Ignác (1831–1903) Törökbálint plébánosa, az egykori apácazárda építtetője, az Országos Antiszemita Párt volt képviselője
- Walla József mozaiklap- és cementgyáros
- Sinka István népi költő, Kossuth-díjas magyar klasszikus; 1945-től 1949-ig Törökbálinton élt és alkotott
- Hadik Gyula törökbálinti szobrászművész
- Márk Gergely (1923-2012) gyógynövény- és rózsatermesztő, a Magyar Rózsák Kertjének megalapítója

## Testvérvárosai
- Bük, Magyarország
- Süßen, Németország
- Székelyudvarhely, Románia
- Nagytárkány, Szlovákia
- Budapest XXIII. kerülete, Magyarország

## Sajtó
- Törökbálint MA - online Archiválva 2019. június 2-i dátummal a Wayback Machine-ben
- Törökbálint MA - mobil applikáció (IOS)
- Törökbálint MA - mobil applikáció (Android)
- Bálintinfo.hu
- Törökbálinti újság